# Argentina en los Juegos Olímpicos de Tokio 1964
La participación de Argentina en los Juegos Olímpicos de Tokio 1964 constituyó la novena actuación olímpica oficial organizada por el Comité Olímpico Argentino. La delegación presentó 102 deportistas, de los cuales sólo seis eran mujeres. La abanderada fue la nadadora Jeannette Campbell, primer deportista olímpica del país y ganadora de una medalla de plata en 1936; una de sus hijas también fue una de las integrantes de la delegación. También se encontraba en ella el remero Oscar Rompani, quien con 60 años es aún el deportista argentino de mayor edad en haber participado en una competencia olímpica.
El equipo olímpico obtuvo una sola medalla, de plata —la cantidad más baja de su historia olímpica hasta ese momento— y ocho diplomas olímpicos (puestos premiados). En el medallero general ocupó la posición n.º 30 sobre 93 países participantes. La medalla de plata fue ganada en equitación.
La actuación olímpica de Argentina en los Juegos de Tokio 1964 formó parte de un período de magros resultados, afectado por razones políticas y de escaso apoyo estatal al deporte olímpico, que había dado comienzo en los Juegos de Melbourne 1956. La única medalla obtenida constituyó un resultado muy por debajo de las entre cuatro y siete medallas por Juegos obtenidas entre París 1924 y Helsinki 1952. El rendimiento olímpico argentino recién recuperaría en 2004 los niveles que tuvo en el período 1924-1952.

## Medalla de plata en equitación

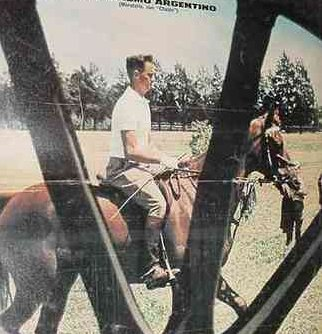
El capitán Carlos Alberto Moratorio, montando a Chalán, obtuvo la única medalla argentina en Tokio 1964 y la única obtenida por la equitación en la historia olímpica argentina. También obtuvo diploma olímpico en la misma prueba por equipos.

Carlos Alberto Moratorio, capitán del Ejército Argentino, montando a Chalán, obtuvo en el concurso completo o prueba de tres días de equitación, la única medalla obtenida por Argentina en Tokio 1964, y la única obtenida por la equitación en la historia olímpica argentina.
La Prueba de Tres Días se realizaba en 1964 siguiendo un formato definido en París 1924, con varias diferencias de desarrollo y puntaje con respecto al actual. Al igual que hoy la prueba se desarrollaba en tres días consecutivos, siguiendo el siguiente orden:
- adiestramiento o doma clásica (dressage)
- campo a traviesa
- salto.

La disciplina de campo a traviesa (cross-country) estaba integrada por cinco fases: 
- A) rutas cortas y senderos;
- B) prueba de obstáculos;
- C) rutas largas y senderos;
- D) campo a traviesa (propiamente dicho);
- E) galope de una milla y cuarto en terreno llano. Esta última fase sería eliminada en 1967.[8]

De acuerdo a una regla introducida en 1963, luego de la fase C, la competencia se detenía 10 minutos para que el caballo fuera examinado por un veterinario a fin de determinar si podía continuar.
El sistema de puntuación también era distinto al actual, basado en un sistema de penalidades en el que gana el que menor puntaje final ha sumado. En aquel momento el sistema era más complejo: en adiestramiento el puntaje obtenido era convertido en puntos negativos que debían ser restados en la suma total; en las fases A, C y E del campo a traviesa, así como en el salto, el objetivo era mantenerse en cero, sin sumar penalidades; y en las fases B (prueba de obstáculos) y D (campo a traviesa propiamente dicho) del campo a traviesa, el objetivo era sumar la mayor cantidad de puntos posible, mediante el recurso de no cometer penalidades y sumar puntos extra al realizar las pruebas en menor tiempo que el estipulado. Resultaba triunfador el jinete con mayor puntuación total.
En la jornada inicial (adiestramiento), Carlos Moratorio obtuvo el tercer mejor puntaje (-42,0), siendo sólo superado por el alemán Fritz Ligges (-32) y el británico Reuben Jones (-35); su desempeño en esta prueba resultaría decisiva para ganar la medalla de plata.
En la segunda jornada (campo a traviesa), Moratorio no cometió faltas en las fases A, C y E (al igual que la mayoría de los competidores) y obtuvo 35,20 puntos en las fases B (prueba de obstáculos), cuando el máximo fue 37,60. Con ese desempeño Moratorio se mantenía tercero en la competición, 9,4 puntos debajo de Jones y 4,4 puntos debajo de Ligges.
La fase D (campo a traviesa propiamente dicho) modificó sustancialmente las posiciones. Moratorio obtuvo 63,20 puntos, lo que le permitió mantener el tercer puesto. Pero el británico Richard Meade y el italiano Mauro Ceccholi obtuvieron 80,80 puntos, que los ubicaron primero y segundo, respectivamente. Por su parte, Ligges (56 puntos) y Jones (53,6 puntos) no alcanzaron el puntaje necesario para mantenerse sobre Moratorio. Finalmente, la fase E fue realizada sin faltas por todos los competidores menos uno.
De esa manera Moratorio llegó tercero a la última jornada (Salto), separado por 9,33 puntos de Meade y 8 puntos detrás de Ceccholi, y apenas dos décimas delante de Jones. Pero en tanto que Ceccholi y Moratorio realizaron la prueba de salto sin errores, Meade sumó 36 puntos de penalidad y Jones 30 puntos de penalización, excluyendo a ambos de toda posibilidad de medalla, y permitiéndole a Moratorio llegar al segundo lugar y ganar la medalla de plata.
| Equitación. Concurso completo o prueba de tres días               | Equitación. Concurso completo o prueba de tres días | Equitación. Concurso completo o prueba de tres días | Equitación. Concurso completo o prueba de tres días | Equitación. Concurso completo o prueba de tres días |
|                                                                   | Jinete                                              | País                                                | Puntaje                                             |                                                     |
| ----------------------------------------------------------------- | --------------------------------------------------- | --------------------------------------------------- | --------------------------------------------------- | --------------------------------------------------- |
| 1                                                                 | Mauro Checcoli                                      | Italia                                              | 64,40                                               |                                                     |
| 2                                                                 | Carlos Alberto Moratorio                            | Argentina                                           | 56,40                                               |                                                     |
| 3                                                                 | Fritz Ligges                                        | Alemania                                            | 49,20                                               |                                                     |
| 4                                                                 | Michael Owen Page                                   | Estados Unidos                                      | 47,40                                               |                                                     |
| 5                                                                 | Anthony Cameron                                     | Irlanda                                             | 46,53                                               |                                                     |
| 6                                                                 | Horst Karsten                                       | Alemania                                            | 36,00                                               |                                                     |
| Fuente: Tokio 1964, Olympic results, Wyniki igrzyzk olimpijskich. |                                                     |                                                     |                                                     |                                                     |

## Diplomas olímpicos (puestos premiados) y otros buenos resultados
Los atletas argentinos en Tokio 1964 obtuvieron 8 diplomas olímpicos (puestos premiados), entre ellos dos cuartos puestos.
El ciclismo obtuvo dos diplomas: 
- El equipo integrado por Héctor Acosta, Roberto Breppe, Delmo Delmastro y Rubén Plancanica, alcanzó el 4.º lugar en la prueba contra reloj por equipos;[9]
- El equipo integrado por Carlos Álvarez, Ernesto Contreras, Juan Alberto Merlo y Alberto Trillo, obtuvo el 5.º puesto en 4000 metros persecución por equipos.[9]

Alberto Demiddi, en remo, aportó un diploma al llegar en 4.º lugar en la prueba de par de remos sin timonel. En los siguientes Juegos de México 1968, Demiddi obtendría la medalla de bronce y la de plata en los Juegos de Múnich 1972.
El boxeo, que por primera vez no obtuvo medallas, aportó dos diplomas:
- Alberto Santiago Lovell, finalizó en 5.º lugar en la categoría peso pesado. Lovell es hijo y sobrino respectivamente de Santiago Lovell, medalla de oro en Los Ángeles 1932 y Guillermo Lovell, medalla de plata en Berlín 1936.[9]
- Rafael Luis Gargiulo, terminó en 5.º lugar, en la categoría mediopesado.[9]

La equitación, además de la única medalla, aportó también dos diplomas:
- Jorge Canaves, Hugo Arrambide y Carlos D'Elía finalizaron en 5.º puesto en salto por equipos.[6]
- Carlos Moratorio, Julio Efraín Henry, Elvio Flores y Juan Gesualdi alcanzaron el 6.º puesto en la prueba completa por equipos.[6]

Rodolfo Peréz, en judo, incluida como competencia olímpica a partir de esos Juegos, obtuvo un diploma al obtener el 5.º puesto en la categoría peso mediano. Sería el primer logro olímpico del judo argentino, que obtendría 10 diplomas olímpicos entre 1972 y 2004, una medalla de bronce en 2008 y una medalla de oro en 2016, para convertirlo en uno de los deportes exitosos del deporte olímpico argentino.
Otros buenos resultados fueron:
- Delmo Delmastro, en ciclismo, llegó 8.º en la carrera de calle.[9]
- El equipo integrado por Margarita Formeiro, Mabel Farina, Susana Ritchie y Alicia Kaufmanas, en natación, estableció un nuevo récord sudamericano con un tiempo de 46.7. en la posta de 4 x 100 metros femenina, a pesar de ser eliminada en semifinales.[10]

## Circunstancias relacionadas
En la fase de clasificación previa para los Juegos, la selección argentina de fútbol debió disputar un encuentro contra Perú en Lima el 24 de mayo de 1964. Dos minutos antes de finalizar el partido, el árbitro anuló un gol peruano que hubiera significado el empate en un gol. La decisión desencadenó una violenta reacción de los espectadores locales, que fueron empujados por los gases lacrimógenos de la policía hacia las salidas, aun cuando las puertas se hallaban cerradas, produciéndose una tragedia que dejó 328 muertos y la declaración del estado de sitio por parte del gobierno.